# Санграмараджа
Санграмараджа (гінді संग्रामराज; д/н — 1028) — засновник династії Лохара в Кашмірській державі. Панував у 1003—
1028 роках. Розповідь про його правління міститься в «Раджатарангіні» Калхани.

## Життєпис
Походив з роду Лохара. Син Раджкумара Удая, раджи Лохара. 980 року всиновлений своєю вуйнею Діддою, володаркою Кашміра. Санграмараджа очолював уряд разом із міністром Тунгою в останні роки життя вуйни.
У 1003 році після смерті Дідди успадкував трон, заснувавши нову правлячу династію Кашміра. Невдовзі було повернуто столицю до Срінагар з Авантіпура. Спрямував зусилля на зміцнення держави, відновлення авторитету володаря, який знову став зватися самраат (на кшталт імператора). Разом з тим тривала запекла боротьба з сановниками та військовиками, що стали занадто могутніми за останніх представників династії Утпала.
У зовнішній політиці було укладено союз, спрямований проти агресії держави Газневідів. У 1013 році війська Санграмараджи виступили на підтримку Трилочанапали, магараджи держави Кабулшахів в Пенджабі. Втім неузгоджені дії призвели до поразки у битві при Пір-Панджалі. Але героїчна оборона фортеці Лохаракотта 1015 року від військ Махмуда Газневі зупинила ворожий наступ на Кашмір.
1021 року було відбито новий напад Газневідів. Водночас вдалося завдати поразки раджпутам з роду Томар й захопити значну область навколо Делі. Після чого встановив зверхність над північчю Раджастану. Втім ситуація для Санграмараджи погіршилося після підкорення газневідським військом держави Кабулшахів.
Помер 1028 року, після чого починається боротьба між стриєчним братом (або старшим сином) Харіраджею і сином Анантадевою.